# Good Neighbours
Good Neighbors (embora alguns pôsteres de filmes usem a grafia Good Neighbors) (Brasil: O Suspeito Mora ao Lado ) é um filme de suspense produzido nos Estados Unidos, dirigido por Jacob Tierney e lançado em 2010. O filme teve sua estreia mundial no Festival Internacional de Cinema de Toronto em 15 de setembro de 2010. A Magnolia Pictures lançou-o para o Whistler Film Festival.

## Sinopse
Um grupo de inquilinos do Notre Dame de Grace em Montreal decide investigar quem pode ser um assassino em série na região.

## Recepção
No agregador de críticas Rotten Tomatoes, que categoriza as opiniões apenas como positivas ou negativas, o filme tem um índice de aprovação de 67% calculado com base em 30 comentários dos críticos. Já no agregador Metacritic, com base em 12 opiniões de críticos que escrevem em maioria para a imprensa tradicional, o filme tem uma média aritmética ponderada de 60 entre 100, com a indicação de "revisões mistas ou neutras".
Jim Slotek, do Toronto Sun, avaliou com 3,5 / 5 estrelas e disee que é "um curta-metragem sobre ação convencional, Good Neighbours, no entanto, transmite uma sensação de perigo iminente e paixões fortemente feridas". John Anderson, da Variety, escreveu que "nunca encontra um tom grave confortável, ou um tom que permitiria que sua trama complicada, mas previsível, envolvesse o espectador."